# Rhéa (mythologie)
Pour les articles homonymes, voir Rhéa.
Ne doit pas être confondu avec Rhéa Silvia.
Dans la mythologie grecque, Rhéa, ou Rhéia (en grec ancien Ῥέα / Rhéa ou Ῥεία / Rheía), est une Reine des Titans et Titanide grecque de la Fertilité, fille d'Ouranos (le Ciel) et de Gaïa (la Terre), sœur et femme du Titan Cronos, et mère des Cronides, les dieux et déesses Hestia, Déméter, Héra, Hadès, Poséidon et Zeus.

## Mythe
Pendant longtemps, Cronos et Rhéa règnent sur l'Univers. Cronos, averti par Ouranos et Gaïa qu'un de ses enfants doit le détrôner, cherche à échapper à son destin en dévorant ses enfants. Lors de la naissance de Zeus, Rhéa dupe son mari en lui donnant à avaler une pierre enveloppée d'un lange. Entre-temps, elle a caché l'enfant en Crète. Plus tard, quand Zeus atteint l'âge adulte, il force son père à régurgiter la pierre et ses cinq frères et sœurs qui ont grandi dans le ventre de Cronos.
Dans la mythologie romaine, Rhéa est assimilée à Cybèle, surnommée l'aïeule des dieux, la « Grande Déesse phrygienne », la « Grande Mère » (Magna Mater) ou la « Mère des dieux ». Celle-ci fait l'objet d'un culte orgiastique, avec mutilations rituelles, qui s'est répandu d'Asie Mineure jusqu'à Rome, où elle est officiellement accueillie sous sa forme de « Pierre Noire ».
Sur les représentations, elle est souvent escortée de lions. Peu présente dans les récits, elle intervient dans l'histoire de Dionysos qu'elle guérit de sa folie en l'initiant à ses mystères. Mais elle est surtout connue pour l'amour éconduit du bel Attis (son parèdre) qui devint fou et s'émascula.
On surnomme aussi Rhéa suivant les localités : déesse du Dindyme, de l'Ida, des  Bérécynthes, etc. Elle est également assimilée à Ops, déesse sabine de la fertilité liée à la Terre.

## Sources
- Pseudo-Apollodore, Bibliothèque [détail des éditions] [lire en ligne] (I, 1, 3).
- Hésiode, Théogonie [détail des éditions] [lire en ligne] (v. 453).
- Homère, Iliade [détail des éditions] [lire en ligne] (XV, 187).
- Pausanias, Description de la Grèce [détail des éditions] [lire en ligne] (VIII, 8, 2).
- Virgile, Énéide [détail des éditions] [lire en ligne] (IX, 83).